# 諾斯勳爵腓特烈·諾斯
第二代吉爾福德伯爵腓特烈·諾斯，KG，PC（英語：Frederick North, 2nd Earl of Guilford，1732年4月13日—1792年8月5日），諾斯勳爵（Lord North）是更為人所知的頭銜，於1770年至1782年出任大不列顛王國首相，是美國獨立革命的英方重要人物。

## 生平
諾斯勳爵出生於沃克斯頓大修道院（Wroxton Abbey），在家中六名孩子中排行第一，他的父親法蘭西斯，是第一代吉爾福德伯爵，而母親是露茜·蒙塔谷夫人（Lady Lucy Montagu）。至於法蘭西斯的其他孩子，是在第二段婚姻中所生的。諾斯有一位妹妹，但由於她與一名商人結婚，所以遭家族所摒棄，沒有承認她的存在。諾斯自1742年至1748年受教於伊頓公學，其後就讀牛津大學的三一學院，並在1750年取得該校的文學士資格。畢業以後，他曾遊歷歐洲，在萊比錫的時候曾入讀萊比錫大學。此外，他亦遊覽過維也納、米蘭和巴黎，最後在1753年返回英格蘭。
諾斯自1754年至1790年間在下議院任職議員。在「纽卡斯尔—皮特聯盟」期間，他在1759年6月2日獲財政部聘用，出任一些較次要的職位。在1766年，他在查塔姆內閣與喬治·庫克共同出掌軍隊主計長一職，並獲委任為樞密院顧問官。
在1767年12月，諾斯繼查理·汤森出任財政大臣。後來，當格拉夫頓公爵辭去首相一職以後，他在1770年1月28日組成了新一屆的政府。在任內的前半期，他著手處理北美洲殖民地日益高漲的獨立呼聲；後期則專注於美國獨立戰爭。由於英軍最終在約克鎮大敗於美國獨立革命軍，諾斯結果在1782年3月27日辭職，成為史上第一位因不信任動議而辭職的首相。據說，當英軍在約克鎮落敗的消息傳到英國本土的時候，他曾驚呼道：「天啊！完了！完了！」（Oh God! It's all over! It's all over!）
1783年4月，在波特蘭公爵出任象徵性的首相下，諾斯與激進的輝格黨領袖查爾斯·詹姆斯·福克斯結成了「諾斯—福克斯聯盟」，並重回政府，擔任內政大臣。但乔治三世一向對福克斯表示憎惡，所以諾斯在加入聯盟一事中受到牽連，除了被喬治三世視為叛徒外，而且一直也沒有饒恕他。至於當聯合內閣在1783年12月垮台後，諾斯再也沒有在政府供職。
諾斯在1790年時因為雙眼失明而退出下議院。不久之後他繼承了父親的爵位，成為第二代吉爾福德伯爵，所以他的晚年都待在上議院裡。在1792年8月7日，諾斯於倫敦逝世，隨後被安葬於牛津郡沃克斯頓的諸聖教堂，該教堂就在他的家族宅第，沃克斯頓大修道院的附近。
諷刺的是，諾斯當年的家族宅第沃克斯頓大修道院，今日已經為美國的費爾里·狄金生大學（Fairleigh Dickinson University）所擁有，該宅第近年經過現代化的翻新，為該校在英國的美國留學生提供住宿地方。

## 請參見
- 諾斯內閣

| 官衔                    | 官衔                                            | 官衔                            |
| ----------------------- | ----------------------------------------------- | ------------------------------- |
| 前任者： 查理·汤森      | 軍隊主計長（與喬治·庫克一同出掌） 1766年–1767年 | 繼任者： 喬治·庫克與托馬斯·湯森 |
| 前任者： 查理斯·湯森    | 財政大臣 1767年–1782年                          | 繼任者： 約翰·卡文狄希勳爵      |
| 前任者： 查理斯·湯森    | 下議院領袖 1767年–1782年                        | 繼任者： 查爾斯·詹姆斯·福克斯   |
| 前任者： 格拉夫頓公爵   | 英國首相 1770年–1782年                          | 繼任者： 羅金漢侯爵             |
| 前任者： 霍爾德內斯伯爵 | 五港總督 1778年–1792年                          | 繼任者： 小皮特                 |
| 前任者： 湯馬斯·湯森    | 內務大臣 1783年                                 | 繼任者： 坦普爾伯爵             |
| 前任者： 湯馬斯·湯森    | 下議院領袖 1783年                               | 繼任者： 小皮特                 |

| 前任者： 法蘭西斯·諾斯 | 吉爾福德伯爵 1790年–1792年 | 繼任者： 喬治·奥古斯都·諾斯 |